# Železniční trať Kunszentmiklós-Tass – Dunapataj
Železniční trať Kunszentmiklós-Tass – Dunapataj (maďarsky Kunszentmiklós-Tass–Dunapataj-vasútvonal) je maďarská jednokolejná neelektrifikovaná železniční trať, která spojuje město Kunszentmiklós a obec Dunapataj. Trať je označována v maďarském jízdním rádu jako trať MÁV 151. Trať byla otevřena v roce 1902.

## Historie
Železniční trať z Kunszentmiklóse do Dunapataje byla otevřena 22. října 1902.
V letech 1962–1963 prošla trať poslední větší modernizací.
Dne 4. března 2007 byl na trati zastaven provoz osobních vlaků. Nákladní doprava na trati funguje dodnes, ale jen v úseku Kunszentmiklós-Tass – Solt.

## Provozní informace
Maximální rychlost na trati je 80 km/h a v některých místech 60 km/h. Trať i veškeré stanice a zastávky na trati provozuje firma MÁV.

## Doprava
Provoz osobních vlaků byl na trati zajišťován motorovými vozy Bzmot.

## Galerie

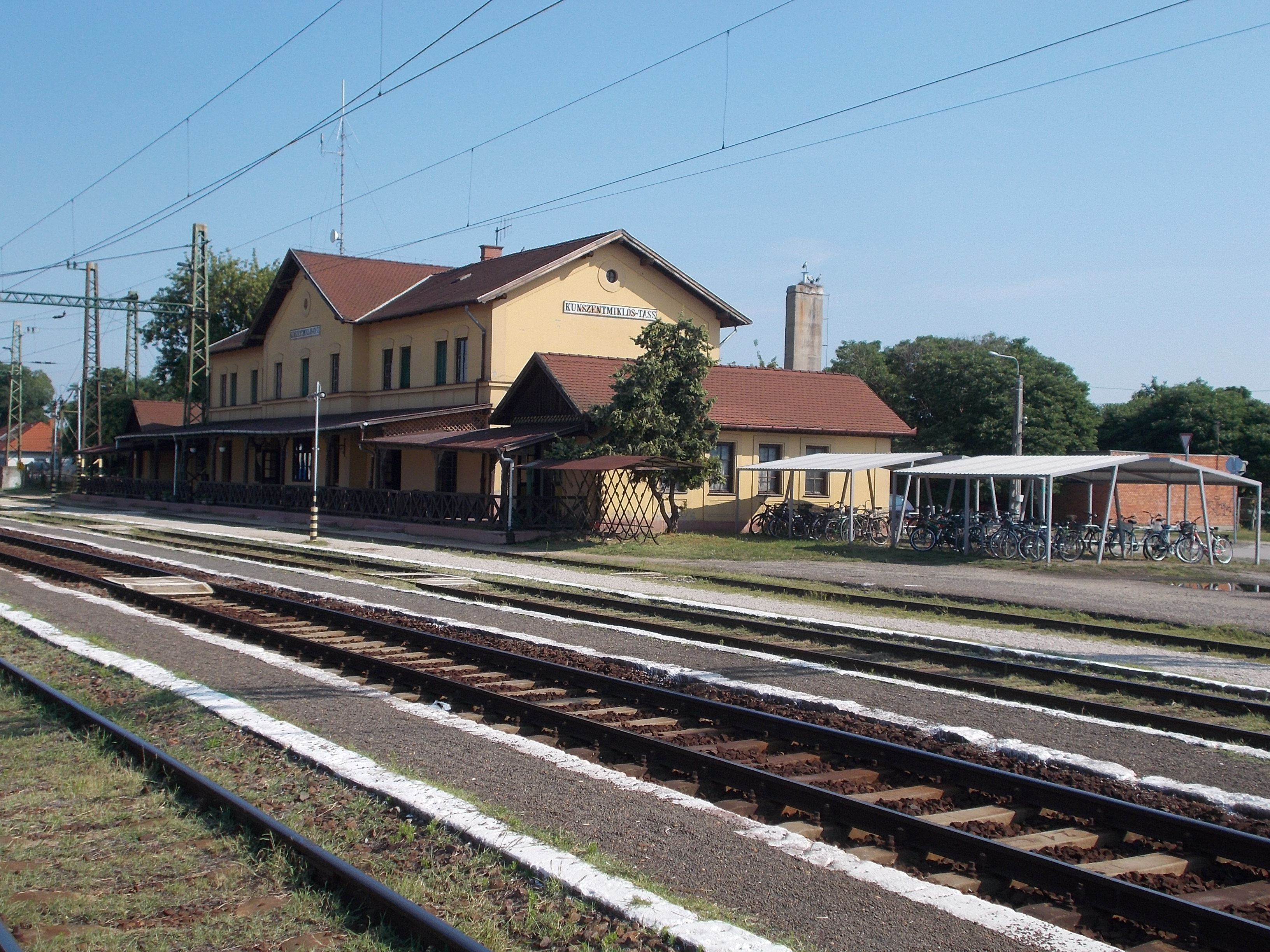
Kunszentmiklós-Tass
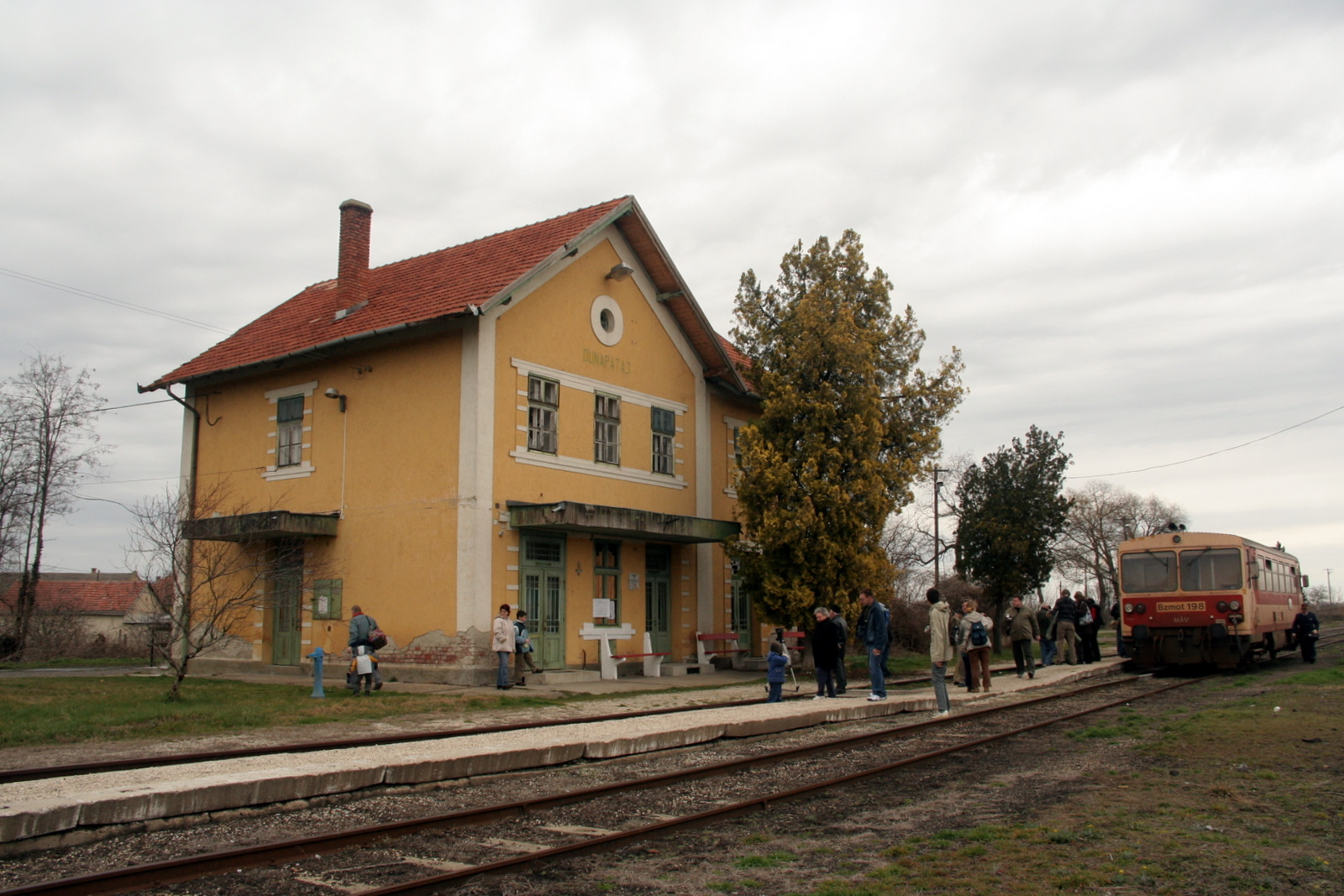
Dunapataj
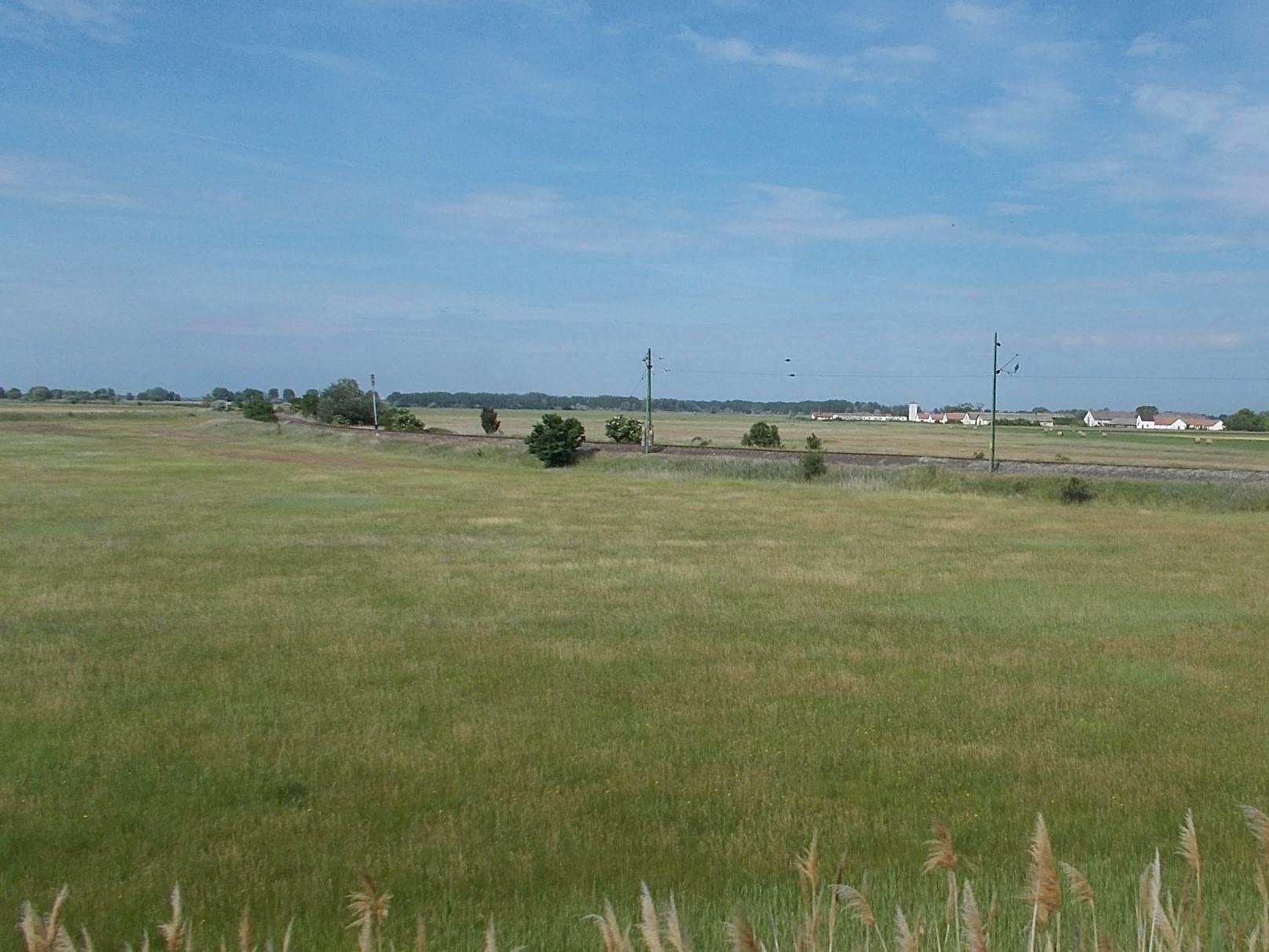
Trať kousek za stanicí Kunszentmiklós-Tass